# Jean-Martin Tchaptchet
 (novembre 2020).
Pour les articles homonymes, voir Tchaptchet.
Jean-Martin Tchaptchet, né le 15 août 1933 à Bangangté est un écrivain et conseiller en coopération internationale camerounais et témoin de l'histoire de la lutte anticolonialiste des étudiants africains en France de 1952 à 1960 et du mouvement panafricain tel qu'animé par Kwame Nkrumah de 1962 à 1965.

## Biographie

### Enfance, éducation et débuts
Jean-Martin Tchaptchet est né le 15 août 1933 à Bangangté. Après des études primaires et secondaires au Cameroun, il poursuit ses études supérieures à la Faculté des lettres de Clermont-Ferrand (1952-1960); au Polytechnic of Central London (1973) ; au Institute of Social Studies, La Haye (1976 et 1978).
Il est titulaire d'un Master of Public administration, Licencié ès-lettres.

### Carrière
Il est écrivain, conseiller en coopération internationale. Il a été directeur de La Voix du Cameroun et rédacteur au journal L'Etincelle à Accra. Il a aussi dirigé le journal Le Patriote Camerounais à Clermont Ferrand. 
Il est ancien fonctionnaire du Centre africain de recherches administratives pour le développement à Tanger et du Bureau international du travail à Genève.
Il prend sa retraite en 1994.

### Engagement public
Il fut responsable de la Fédération des étudiants d'Afrique noire en France, de l'Union nationale des étudiants du Cameroun, et ancien président de la Section de France de l'Union des populations du Cameroun (UPC).
Compagnon de lutte de Félix-Roland Moumié, il est expulsé de France en février 1961, il est exilé au Mali sous Modibo Keita, en Guinée sous Sékou Touré et au Ghana sous Kwame Nkrumah. Il devient membre du groupe de conseillers africains de Kwame Nkrumah. Arrêté et emprisonné au Ghana après le coup d'état de 1966 au Ghana, il est libéré après 13 mois.

### Œuvres
- La Marseillaise de mon enfance : récit autobiographique / Jean-Martin Tchaptchet, 2004
- Quand les Jeunes Africains écrivaient l'histoire : récit autobiographique